# Aethalina asaphes
Aethalina asaphes là một loài bướm đêm trong họ Erebidae.